# 鲧禹治水

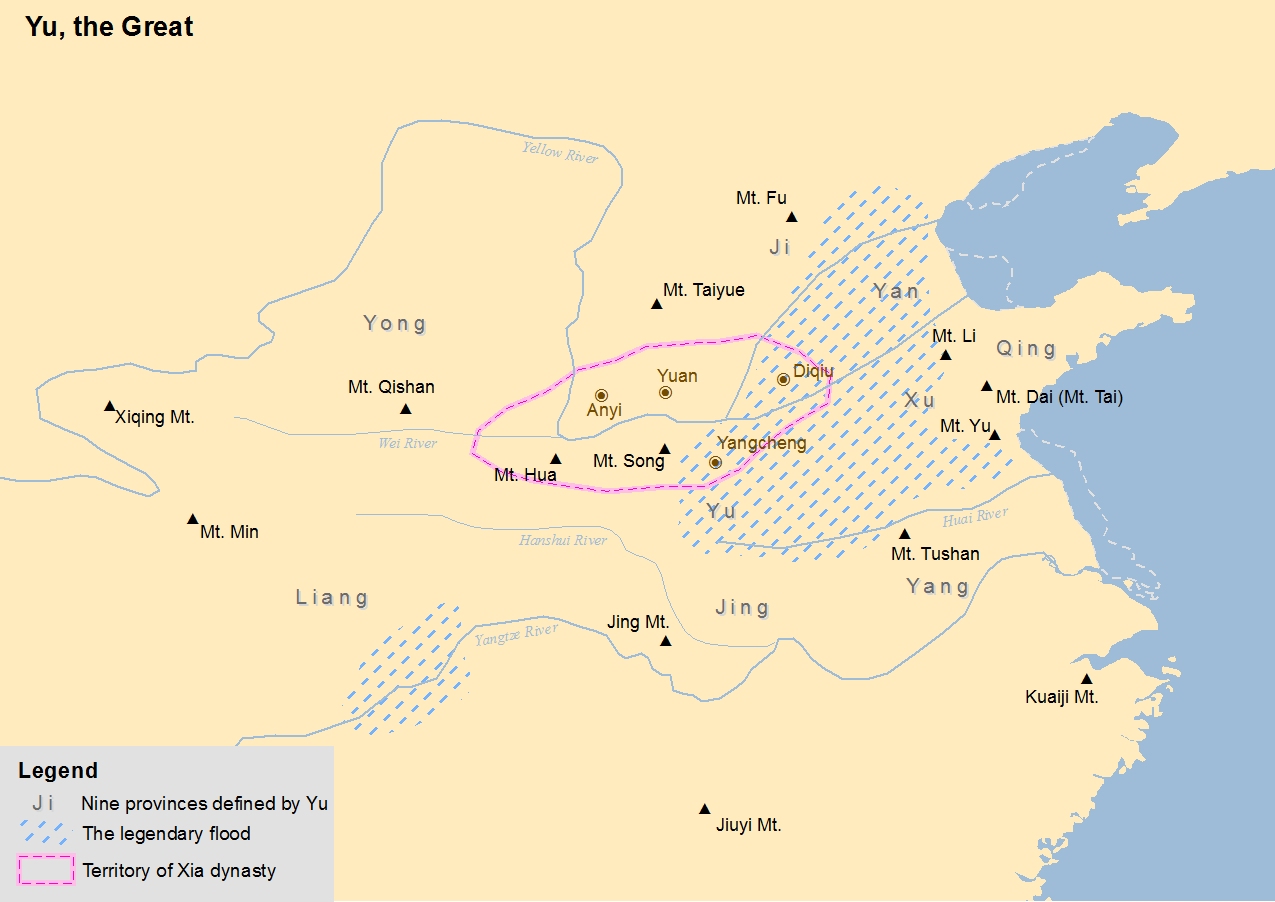
地图显示传说中的洪水和中国古代九州

鯀 禹治水（也称作大禹治水）是中国上古時期的大洪水传说。

## 治水及夏王朝建立
帝堯時期，中原洪水氾濫，百姓深受其苦。堯命鯀治理水患，鯀採用障水法，於河岸修築堤防，然而洪水不減反漲，歷時九年仍未平息災禍。帝舜繼位後流放鯀至羽山，任命他的兒子禹繼續治水之事。
禹與伯益和后稷合作，征召百姓整治水患，他檢討父親治水失敗的原因，改革以疏導方式，順應水流，開通河道，將積水引進大海。亦有文獻記載禹得到應龍幫助，為他畫地成河，並用神力開闢了龍門。後世道教神話中稱禹治水時曾得到黃帝留下的神書十二卷
治水期間，禹翻山越嶺，淌河過川，拿着量測儀工具，從西向東，一路測度地形的高低，樹立標桿，規划水道。他帶領治水的民工，走遍各地，根據標桿，逢山開山，遇窪築堤，以疏通水道，引洪水入海。他與塗山氏女嬌新婚不久即離家治水，居外十三年，曾三過家門而不入，甚至聞子啼哭亦未停留。因治水有功，舜禪讓帝位予禹，百姓尊稱其為「大禹」，意為「偉大的禹」。
在治水的過程中，禹走遍天下，對各地的地形、習俗、物產等皆瞭如指掌。禹重新將天下規劃為九個州，並制定了各州的貢物品種。禹還規定：天子帝畿以外五百里的地區叫甸服，再外五百里叫侯服，再外五百里叫綏服，再外五百里叫要服，最外五百里叫荒服。甸、侯、綏三服，進納不同的物品或負擔不同的勞務。要服，不納物服役，只要求接受管教、遵守法制政令。荒服，則根據其習俗進行管理，不強制推行中朝政教。
禹即位後，以封國「夏」為號，建立夏朝。死後其子啟繼位，成為夏朝天子。其陵墓《大禹陵》為後世所立，以紀念其功績。

### 神話
神話則是說：禹具有神力，治水時，會化身成一頭巨熊，用來劈山開路、造溝清沼。其新婚妻女嬌替禹送餐到工程地方，她不知禹能化身，見巨熊碎石，大驚，遂昏死。待禹完成工作之後，見到女嬌的屍體，大哭，但女嬌隨後誕下啟，讓禹無後顧之憂。

## 考古印证
从吉尔伽美什史诗到挪亚方舟，大洪水是世界诸多民族远古传说中共有的成分。鲧禹治水是洪水传说的中国版本，整个治水过程改变了黄河中下游文明的格局，为中国进入国家文明提供了契机与条件。
大约在公元前24世纪至前22世纪，北半球气候大幅降温。文献记载舜派禹伐三苗时，“夏有冰……五谷变化”，气候异常。前22、前21世纪交替时，气候突变，普遍转暖，游牧文明逐渐转向定居的农业生产。温度上升加速了冰川的融化，北半球许多河流的中下游聚居区域发生洪灾。
根据地质学研究，黄河在公元前2050±150年有过一次大变道，由东流（山东入海）转为北流（河北、天津入海）。这次洪水泛滥影响到中下游诸多互不相干的氏族部落，治水需要一个诸族听命的中央权力来指导，于是鲧、禹被举荐。他们来自洪水影响相对小的中游地区。治水成功后，夏后氏不仅没有放弃非常时期授予的权力，反而集中权力建立王朝。这次洪水可能延续了一、二百年，居于下游的商部族首领冥，在夏朝中期还曾在治水过程中丧命。豫西、晋南的河南龙山文化在二里頭文化中得到了延续，而洪水前兴盛的山东龙山文化在此时衰落，甚至出现文化倒退。
史前洪水发生的真实性从侧面证实了夏朝前夕的历史，同时也揭露了鲧禹治水记载中的一些可疑之处。文献归结鲧治水的失败在于堵障，而禹的成功在于疏导，但是堵障洪水是一贯的抗洪举措，不至于使鲧被殛死。屈原质疑，“洪泉极深，何以窴之？地方九则，何以坟之？河海应龙？何尽何历？鲧何所营？禹何所成？”，无解大禹是如何制服洪水的。疏通九川，开辟九州等浩大工程非人力所及，这种千年一遇的大洪水即便在现代科學也难以控制，很难相信現代科學之前的禹是仅靠疏导河流制服洪水的。現代的科學家們猜想大禹治水时，气候忽然好转，季风降雨正常化，植皮恢复，各大河流完成改道，洪灾自然也随着气候的改善而减少，这可能更接近于「事实」。
2016年8月4日，一个中美科研团队在美国《科学》杂志上宣布，他们在黄河流域发现了古代一场超级大洪水的科学证据，这一洪水很可能就是“大禹治水”故事中提到的灾难性大洪水。2007年，他们在黄河上游积石峡地质考察时偶然看到了一些特殊的碎屑，后确认为上古一场巨大溃决洪水的沉积物。由于这一洪水规模巨大，他们推测，这很可能就是中国大洪水传说的源头。 大禹导河积石，为《尚书·禹贡》等古籍所记载。
目前所能找到的最早提到大禹治水的文物是九百年以后西周的遂公盨，铭文中首句曰“天命禹敷土，随山浚川，迺差地设征”。遂公盨的發現，將「大禹治水」的記載從春秋時期提早至西周時期。 壶口瀑布之下约65公里的禹门口（又称龙门）亦相传是大禹治水所在地。